# Kanijeli Siyavuş Pacha
Kanijeli Siyavuş Pacha ( Bosniaque Sijavuš-paša Kanjižanin, mort en 1602, à Constantinople) est un homme d'État  ottoman  originaire du Sanjak de Bosnie. Il fut Grand Vizir entre le 24 décembre 1582 et le 28 juillet 1584, le 15 avril 1586 et 2 avril 1589, et 4 avril 1592 et le 28 janvier 1593. Né à  Kanizsa dans l'actuelle  Hongrie, élevé dans le Sandjak de Bosnie puis dans l'Eyalet de Bosnie. Il avait épousé Fatma Sultan une fille du sultan  Selim II.